# 사바나드워프땃쥐
사바나드워프땃쥐(Crocidura nanilla)는 땃쥐과에 속하는 포유류의 일종이다. 기니, 케냐, 모리타니, 세네갈, 탄자니아, 우간다에서 발견된다. 자연 서식지는 건조한 사바나와 습윤 사바나 지역이다.